# Hermann Geil
Hermann Josef Geil (* 18. April 1858 in Oberlahnstein; † 11. März 1935 ebenda) war ein deutscher Unternehmer und Abgeordneter des Preußischen Abgeordnetenhauses sowie des Provinziallandtages der Provinz Hessen-Nassau.

## Leben
Hermann Geil wurde als Sohn des Hermann Josef Geil und dessen Ehefrau Dorothea Querbach geboren. Nach seiner Berufsausbildung an der Baugewerkeschule in Idstein übernahm er gemeinsam mit seinen Brüdern den väterlichen Betrieb, der in drei Einzelunternehmen aufgeteilt wurde. Er betätigte sich kommunalpolitisch und war von 1891 bis nach dem Ersten Weltkrieg Stadtverordneter in Oberlahnstein.
Von 1913 bis 1918 gehörte er für die Zentrumspartei im Wahlkreis Wiesbaden 7 dem Preußischen Abgeordnetenhaus an. Von 1916 an war er zugleich Mitglied des Kreistages St. Goarshausen. 
Für den Wahlkreis 19 nahm er vom 20. Februar 1919 bis 1921 an den Sitzungen der Verfassunggebenden Preußischen Landesversammlung in Berlin teil. Als Nachfolger des Abgeordneten Karl Sturm war er von 1922 an Mitglied des Nassauischen Kommunallandtags des preußischen Regierungsbezirks Wiesbaden bzw. den Provinziallandtag der Provinz Hessen-Nassau, wo er Mitglied des Bau-, Wahlprüfungs-, Wahlvorschlags-, Beamten- und Eingabenausschusses sowie des sozialpolitischen Ausschusses war. 